# Zum Großadmiral
Zum Großadmiral (Originalschreibweise: „Zum Groß-Admiral“) ist eine komische Oper in drei Akten (LoWV 74) von Albert Lortzing aus dem Jahr 1847.

## Handlung

### Erster Akt
Den jungen Thronfolger Prinz Heinrich langweilen Hofleben und Ehe. Mit seinem Freund, dem Grafen Rochester, sucht er Ablenkung und Abenteuer bei der Jagd und in den Wirtshäusern. Seine Regierungsgeschäfte vernachlässigt er. Auf seiner eigenen Geburtstagsfeier bei Hofe entschuldigt sich der Prinz: Er müsse noch „zum Großadmiral“ und daher die Feier verlassen. Der „Großadmiral“ ist jedoch keine Person, sondern eine Hafenkneipe. Prinzessin Catharina, der Frau Heinrichs, sind alle diese Dinge bekannt. Sie möchte ihren Mann von seinem wilden Leben abbringen, notfalls mit drastischen Mitteln. Zu diesem Zweck erpresst sie den Grafen Rochester, damit er ihr hilft.

### Zweiter Akt
In der Kneipe „Zum Großadmiral“ geht es lustig zu. Die Seeleute trinken und der Gastwirt selbst singt ihnen Freibeuterlieder. Der Prinz und der Graf vergnügen sich ebenfalls, während zwei von Rochesters Leuten dem Prinzen die Geldbörse stehlen. Der Hofpage Eduard ist ebenfalls anwesend, denn er liebt die Nichte des Gastwirtes. Als dann der Prinz die hübsche Nichte umwirbt, gibt es Verwicklungen. Zum Eklat kommt es, als die Zeche bezahlt werden soll. Graf Rochester ist plötzlich verschwunden und der Prinz bemerkt den Verlust seiner Börse. Er bietet stattdessen seinen Ring als Pfand an. Der Ring ist jedoch so wertvoll, dass er unmöglich einem vorgeblichen Matrosen gehören kann. Der Prinz wird als Dieb verhaftet.

### Dritter Akt
Am nächsten Morgen sind alle wieder im Schloss. Graf Rochester hat einen Zwischenfall inszeniert, bei dem der Prinz freikam. Wenn Heinrich sich nun nicht vor aller Welt blamieren will, muss er allen verzeihen, damit die vorherige Nacht vergessen werde. So verzeiht er Rochester und seiner Frau Catharina und die Gastwirtsnichte darf den Pagen heiraten. Als der Gastwirt den königlichen Ring ins Schloss bringt, bleibt ihm beim Anblick des Prinzen nur die Erkenntnis, dass die meisten Diebe sich in finsterer Nacht sehr ähnlich sähen.

## Werkgeschichte
Das Libretto der Oper verfasste der Komponist selbst. Als Vorlage diente Alexandre Duvals La Jeunesse de Henri V. in August Wilhelm Ifflands deutscher Übersetzung Heinrich’s des Fünften Jugendjahre. Die Uraufführung der Oper Zum Großadmiral fand am 13. Dezember 1847 unter der Leitung Lortzings im Städtischen Hoftheater Leipzig statt. Carl Theodor Widemann sang die Rolle des Kronprinzen Heinrich. Das Stück wurde zunächst mit Beifall aufgenommen, verschwand nach wenigen Jahren aber von den Spielplänen. Erst nach fast 170 Jahren wurde die Oper im Eduard-von-Winterstein-Theater in Annaberg-Buchholz wieder in der rekonstruierten Originalgestalt aufgeführt. Die Inszenierung stammte von Ingolf Huhn, die Bühne von Tilo Staudte, die Kostüme von Brigitte Golbs und die Choreografie von Sigrun Kressmann.